# Comuna de Wleń
Wleń (polaco: Gmina Wleń) é uma gminy (comuna) na Polónia, na voivodia de Baixa Silésia e no condado de Lwówecki. A sede do condado é a cidade de Wleń.
De acordo com os censos de 2004, a comuna tem 4647 habitantes, com uma densidade 54 hab/km².

## Área
Estende-se por uma área de 86 km², incluindo:
- área agricola: 55%
- área florestal: 39%

## Demografia
Dados de 30 de Junho 2004:
|                      | Total   | Total | Mulheres | Mulheres | Homens  | Homens |
| -------------------- | ------- | ----- | -------- | -------- | ------- | ------ |
|                      | pessoas | %     | pessoas  | %        | pessoas | %      |
| População            | 4647    | 100   | 2334     | 50,2     | 2313    | 49,8   |
| Densidade (pop./km²) | 54      | 100   | 27,1     | 27,1     | 26,9    | 26,9   |

De acordo com dados de 2002, o rendimento médio per capita ascendia a 1483,09 zł.

## Subdivisões
- Bełczyna, Bystrzyca, Klecza, Modrzewie, Nielestno, Pilchowice, Radomice, Strzyżowiec, Tarczyn.

## Comunas vizinhas
- Jeżów Sudecki, Lubomierz, Lwówek Śląski, Pielgrzymka, Świerzawa